# Marianne Schläger
Marianne Schläger (* 22. November 1920; † nach 1949) war eine österreichische Kugelstoßerin, Diskuswerferin, Fünfkämpferin und Sprinterin.

## Sportliche Laufbahn
Bei den Olympischen Spielen 1948 in London kam sie im Kugelstoßen auf den zwölften und im Diskuswurf auf den 15. Platz.
Dreimal wurde sie Österreichische Meisterin im Kugelstoßen (1938, 1942, 1949), je zweimal im Diskuswurf (1947, 1948) sowie im Fünfkampf (1946, 1949) und einmal über 100 m (1941).

## Persönliche Bestleistungen
- Kugelstoßen: 12,61 m, 29. Juli 1949, Graz
- Diskuswurf: 41,61 m, 12. September 1948, Wien